# Капитонова, Наталья Андреевна
Ната́лья Андре́евна Капито́нова (род. 31 мая 2000 года) — российская гимнастка. Мастер спорта России. На 30 января 2017 года является членом основного состава сборной команды Российской Федерации по спортивной гимнастике.

## Биография
В 2016 году на чемпионате России стала бронзовым призёром в командном многоборье. В личном многоборье была 6-й, на брусьях 4-й, в вольных упражнениях 5-й. В 2016 году была запасной в олимпийской сборной. В 2017 году на чемпионате России стала чемпионкой России в абсолютном первенстве и в упражнениях на брусьях.